# Alexandr Věrtinskij
Alexandr Nikolajevič Věrtinskij (rusky Александр Hиколаевич Вертинский, 20. března 1889 Kyjev – 21. května 1957 Leningrad) byl ruský zpěvák, hudební skladatel, básník a herec.
Vertinskij byl autorem romantických písní, díky kterým se stal nejslavnějším ruským zpěvákem meziválečného období, přestože byl již nějaký čas v emigraci. Do SSSR se vrátil v roce 1943. Během války pořádal také koncerty pro vojáky Rudé armády. Je pohřben na Novoděvičím hřbitově v Moskvě.